# Kepler-6 b

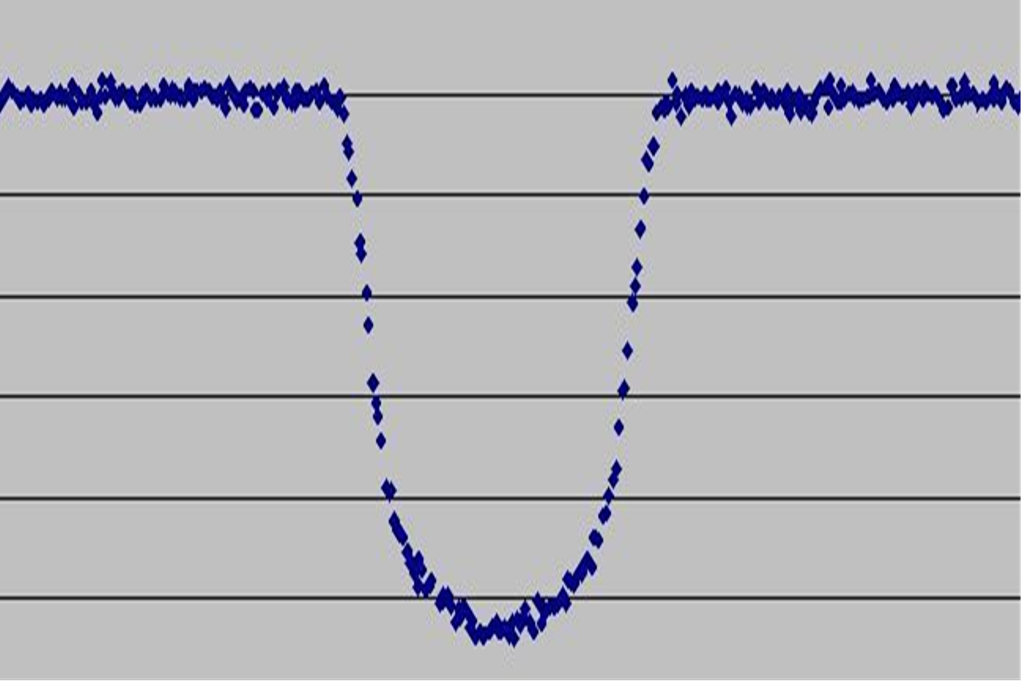
Фотометрия Kepler 6 b.

Kepler-6 b — одна из первых 5 экзопланет, открытых телескопом Кеплер. Имеет орбитальный период 3,2347 дня. Газовый гигант, относится к классу горячих юпитеров.